# Чеховской, Николай Афанасьевич
Николай Афанасьевич Чеховской (1929—2006) — советский передовик производства, выколотчик-доводчик Харьковского авиационного завода МАП СССР. Герой Социалистического Труда (1974).

## Биография
Родился 16 декабря 1929 года в деревне Лозовка Центрально-Чернозёмной области в крестьянской семье. 
С 1943 года в период Великой Отечественной войны начал свою трудовую деятельность — выколотчиком-доводчиком на Харьковском заводе № 135 Народного комиссариата авиационной промышленности СССР. 
В последующем Н. А. Чеховской, выполнив 3-й разряд по своей специальности, считался на заводе специалистом высочайшей квалификации по номенклатуре деталей двойной кривизны, вручную выколачивая большие детали неправильной формы, занимался обшивкой самолёта МиГ-15. С 1954 года после обучения в Московском ОКБ имени А. Н. Туполева занимался обшивкой реактивного самолёта Ту-104, который начали изготовлять на заводе № 135. Впоследствии, после появления механизированных обтяжных прессов, Н. А. Чеховской виртуозно овладел мастерством изготовления на этом прессе, производя только отличное качество продукции.
22 июля 1966 года Указом Президиума Верховного Совета СССР «за высокие трудовые достижения»  Николай Афанасьевич Чеховской был награждён Медалью «За трудовую доблесть». 
26 апреля 1971 года Указом Президиума Верховного Совета СССР «за высокие трудовые достижения по итогам восьмой пятилетки (1966-1970)»  Николай Афанасьевич Чеховской был награждён Орденом Октябрьской революции. 
16 января 1974 года «закрытым» Указом Президиума Верховного Совета СССР «а выдающиеся успехи в выполнении и перевыполнении планов 1973 года и принятых социалистических обязательств»  Николай Афанасьевич Чеховской был удостоен звания Героя Социалистического Труда с вручением Ордена Ленина и золотой медали «Серп и Молот».
С 1989 года вышел на заслуженный отдых. 
Скончался 28 января 2006 года в городе Харькове, Украина. 

## Награды
- Медаль «Серп и Молот» (16.01.1974)
- Орден Ленина (16.01.1974)
- Орден Октябрьской революции  (26.04.1971)
- Медаль «За трудовую доблесть» (22.07.1966)